# Yang Han-been
Yang Han-been (kor. 양한빈; * 30. August 1991 in Seoul) ist ein südkoreanischer Fußballspieler.

## Karriere

### Verein
Yang Han-been erlernte das Fußballspielen in der Jugendmannschaft der Pohang Steelers sowie in den Schulmannschaften der Bumin Elementary School und der Gyeonggi Baegam High School. Seinen ersten Vertrag unterschrieb am 1. Januar 2010 beim Gangwon FC. Das Fußballfranchise aus Gangwon-do spielte in der ersten Liga. Bis Ende 2012 kam er auf einen Einsatz in der ersten Liga. Im Januar 2013 wechselte er zum ebenfalls in der ersten Liga spielenden Seongnam FC. Für das Team aus Seongnam bestritt er ein Ligaspiel. Ende Juli 2014 unterschrieb er einen Vertrag beim FC Seoul. Für den Erstligisten aus der Hauptstadt Seoul bestritt er 158 Ligaspiele. Im Januar 2023 ging er nach Japan, wo er einen Vertrag beim Erstligisten Cerezo Osaka unterschrieb. Für den Verein aus Osaka bestritt er 13 Ligaspiele. Nach zwei Spielzeiten wechselte er zum Erstligaabsteiger Sagan Tosu.

### Nationalmannschaft
Yang Han-been spielte 2011 zweimal in der südkoreanischen U20-Nationalmannschaft.